# Watsonia mtamvunae
Watsonia mtamvunae är en irisväxtart som beskrevs av Peter Goldblatt. Watsonia mtamvunae ingår i släktet Watsonia och familjen irisväxter. Inga underarter finns listade i Catalogue of Life.